# Triptyque des Monts et Châteaux
De Triptyque des Monts et Châteaux is een Belgische meerdaagse wielerwedstrijd die sinds 1996 wordt georganiseerd in de provincie Henegouwen. De wielerkoers hoort tot de UCI Europe Tour en valt onder UCI-categorie 2.2.

## Lijst van winnaars

### Meervoudige winnaars
| Zeges | Renner             | Land   | Jaren      |
| ----- | ------------------ | ------ | ---------- |
| 2     | Sébastien Rosseler | België | 2002, 2003 |
| 2     | Jasper Philipsen   | België | 2017, 2018 |

### Overwinningen per land
| Zeges | Land                                                            |
| ----- | --------------------------------------------------------------- |
| 8     | België, Nederland                                               |
| 2     | Denemarken, Frankrijk                                           |
| 1     | Australië, Kazachstan, Luxemburg, Portugal, Verenigd Koninkrijk |